# 马磁铁路
马磁铁路，又称马磁联络线、马磁支线，是中华人民共和国河北省邯郸市的一条支线铁路，自京广铁路马头站起，至邯长铁路磁山站止，全长45.7（28.4英里），共计8座车站及1座乘降所；另有在新坡站岔出终到峰峰站的新峰支线，全长7.9（4.9英里），共计2座车站。该线路的历史可追溯至怡立公司在民国9年（1920年）建成的一条轻便铁路，起初用作该公司专运其厂矿出产煤炭的专用铁路，后在历史发展中几度改建、拆除又几度延长，自1961年起方形成现时格局。该线路兼办客、货运，在货运方面，有20余条厂矿专用线与线路沿途各站接轨，主要外运峰峰矿区及武安市沿线各煤矿的煤产品，另负责将坑木、日杂等物资运送至矿区；在客运方面，早年间开行有峰峰至马头、峰峰至永定门的旅客列车，峰峰始发的旅客列车在2008年后停运，另开行有57125/6、57127/8两对旅客列车往返磁山与邯郸市区。

## 线路情况
马磁铁路全线地处河北省西南隅的太行山脉东麓，自京广铁路马头站向西出发，经过新坡、临水、彭城、义井，最终到达邯长铁路磁山站。新峰铁路自新坡站岔出，终到西佐村东南。线路所经过的地区主要为邯郸的煤产区，其中彭城一带也产出陶瓷及耐火材料。

## 历史

### 背景
磁县是中国一处产煤县，煤炭的开采、炼焦历史悠久，早在三国时期便有开采记录。逮至近代鸦片战争后，一批国内民族资本注意到磁县丰富的矿藏，便来到磁县境内开办企业进行煤炭开采。怡立公司股东收购西佐村（今峰峰矿区峰峰镇西佐村）的一处民间煤窑后，于光绪34年（1908年）开始组织成立怡立煤矿股份有限公司用于开发煤炭产业。

### 怡立公司运煤专线

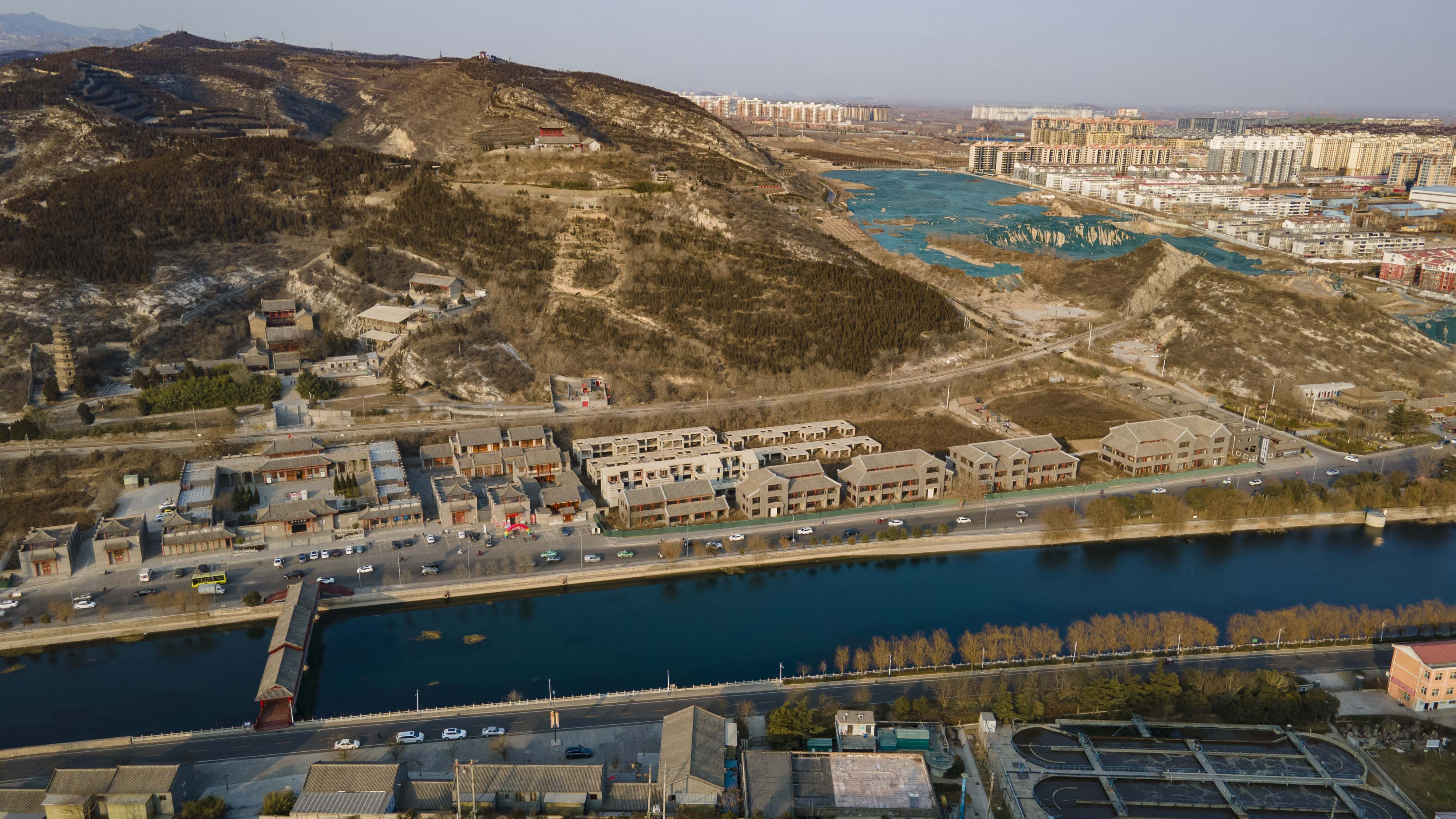
位于纸坊村附近鼓山南麓的南响堂山石窟，怡立、中和、官矿的矿井皆在该山东麓，画面右侧稍远处即通顺井（一矿）旧址

怡立公司刚成立时的资本不多，此后得益于招股增资，厂矿购置了一些机械，因此开采规模逐渐扩大，煤炭产量逐渐上升。为方便运输，怡立公司決定为厂矿修建运煤铁路与京汉铁路相联络。民国6年（1917年）4月，怡立公司便有修建运煤线路的请示，但交通部表示此处已有支线敷设计划因而一度否决，但此后由于资金不足支线计划搁浅，交通部又决定将这段铁路交由民营，遂在民国8年（1919年）10月许可怡立公司自行修建线路，當年12月线路开始动工。
民国9年（1920年）11月（一说7月），自马头镇至西佐村的一段线路完工，此时的线路仅为轨距29.5英寸（750）的窄轨轻便铁路（一说756毫米）。这条铁路在当时被称作（磁县）怡立铁路、西马铁路等。民国10年（1921年），公司申请将线路延长至纸坊村，交通部同意该请求，但附上4个条件：
1. 应改轨距为标准轨；
2. 交通部有权随时赎回线路；
3. 不得以外资抵押；
4. 不得运输旅客及货物（即仅用于运煤）。

但此后怡立公司与当地其他厂矿发生争议纠葛，工程一度停滞。经过数年交涉，终在民国14年（1925年）复工。
受北伐战争影响，厂矿在民国15年（1926年）荒芜，旋即又在民国16年（1927年）先后被两个当地群众帮会占领。诸类机械设备此后全毁。直至1930年代，厂矿才略有复工。

#### 中和公司运煤专线
中和煤矿亦为磁县地区的民营煤矿，由怡立公司经理李翰章另行开办，该矿在民国13年（1924年）修筑了一条峰峰至京汉铁路光禄站的轻便铁路。这条铁路在当时被称作中和矿路、峰光铁路、峰光罐车铁路等。这条线路使用轻便罐车由人力推动运输。

### 日军改修
民国28年（1939年）8月，怡立、中和两矿交由兴中公司管理。民国29年（1940年），兴中公司、北支那开发株式会社、明治矿业株式会社及怡立中和两矿股份统合成立（军管）磁县煤矿矿业所。在日本企业管理時期，管理方也在促进着对既有煤炭运输铁路进行轨距准轨化改造。民国29年初，管理方针对该线路表达了工程“迅速完成”的希望。當年10月31日线路竣工通车，并于次日在西佐站举行通车典礼，时称“磁县运炭线”。在民国32年（1943年）9月至次年9月间，线路自马头站18千米处进行了改线与降低坡度的工程，并迁建西佐站（今峰峰站），同时修建了通往通顺井（后峰峰一矿）、太安（后峰峰二矿）的线路以代替原有的轻便铁路，此后中和公司运煤专线被拆除。

### 拆建几度
民国34年（1945年）夏日军投降，晋冀鲁豫边区政府接管线路，但旋即为防备国共内战将邯郸、邢台境内铁路线路拆除，该线路亦在其列。双十协定订立后，边区政府为防止国民政府控制煤矿，在民国35年（1946年）将磁县境内煤矿改组为股份有限公司，并开始着手恢复运输交通。公司方成立“峰马铁路管理所”，将原有线路修复，线路修复后为轨距610毫米的窄轨轻便铁路，不过在当年11月，线路又一次被拆除。民国36年（1947年），解放军占领磁县一带后，又将线路重建为准轨铁路，并将其改称马峰支线。

### 联络诸矿

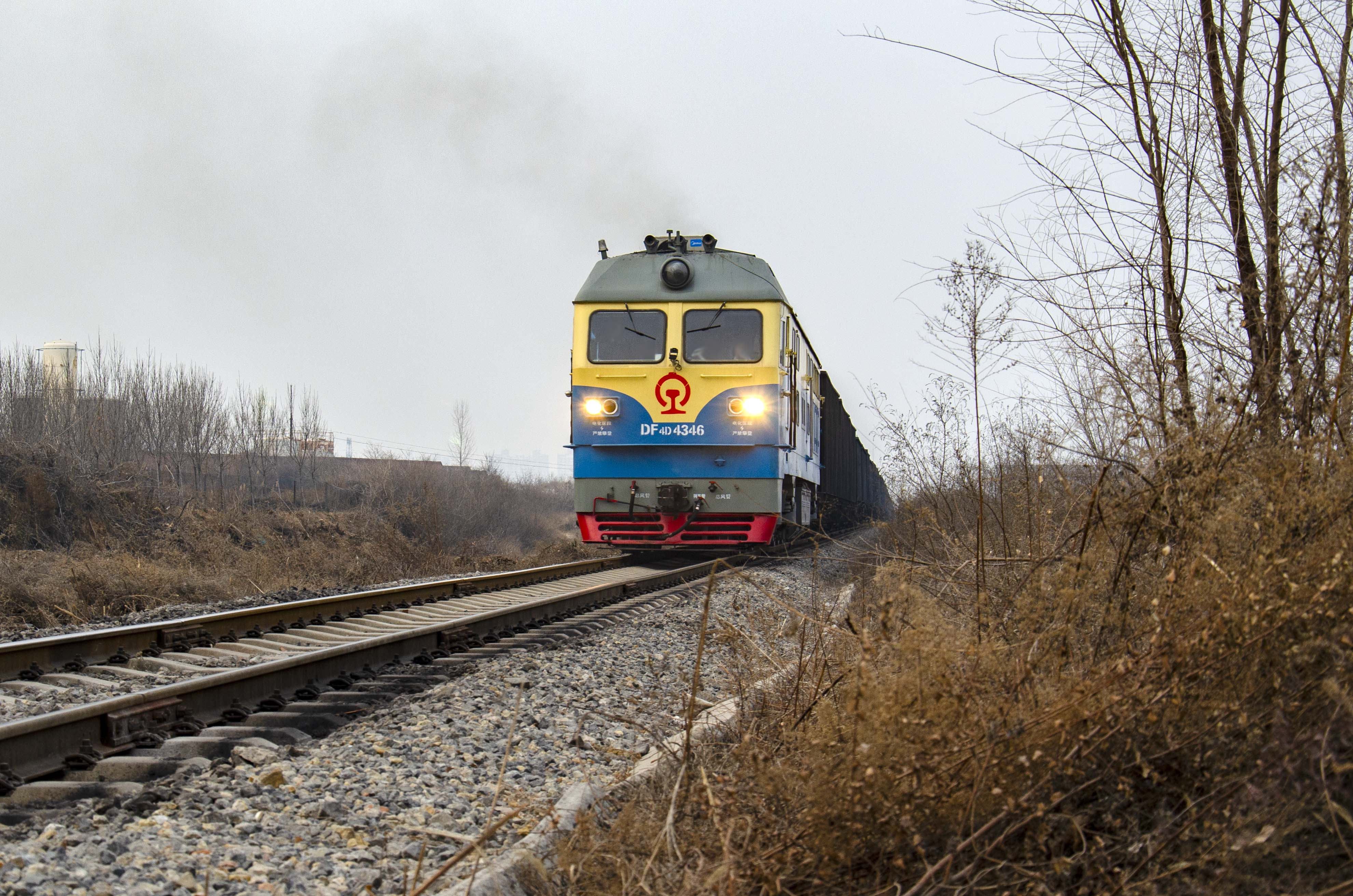
列车通过原南北大峪矿专用线

第一个五年计划期间，峰峰矿务局在大峪修建南、北大峪两座煤矿，为解决煤产品运输问题，决定修建铁路专用线接入马峰支线。1957年专用线开始施工，并于次年10月竣工、11月通车运营。该专用线在原有大藩村站（又潘村站）西接入马峰支线，并在半坡（又坂坡，今新坡村）修建车站（今新坡站）同时拆除大藩村站。此后线路正线延长至泉头站（今临水站）。
在南、北大峪煤矿专用线规划的同时，邯郸矿务局为解决新建的王凤矿运输问题，也决定修建自泉头经彭城终到王凤的铁路专用线。该专用线于1957年以Ⅰ级专用线标准开始施工，1959年建成。该专用线与既有的南、北大峪专用线在泉头站接轨。建成后，线路正线延长至彭城站。
除以上线路延长工程，峰峰矿务局同时对既有峰峰站进行改造，改造后车站向西迁移了1公里。

### 今貌形成
1959年，铁道部及北京铁路局提出将线路自彭城进一步延长，比对4个方案后最终选择彭城至和村一线。北京铁路局在1960年2月4日下达意见书，要求线路按国铁Ⅲ级干线标准设计，但不低于Ⅰ级专用线标准。当年8月开工，1961年5月竣工，新设义井、和村两座车站并在年底部分开通运营。另一方面，1959年铁三院也将和村至磁山的线路勘测设计完成并开始交由施工方施工。1961年与彭城—和村段同时开通运营。马磁支线的格局就此形成，该线路与后来的邯长铁路邯郸至磁山段构成了一条经由邯郸—马头—磁山—武安—邯郸的铁路环线，该环线又称邯郸环形铁路。1962年5月，邯郸环形铁路全线通车。
1961年，为便于运输管理，铁路部门将既有马峰支线缩为自新坡站至峰峰站的新峰支线（新峰铁路）。

### 后续运营

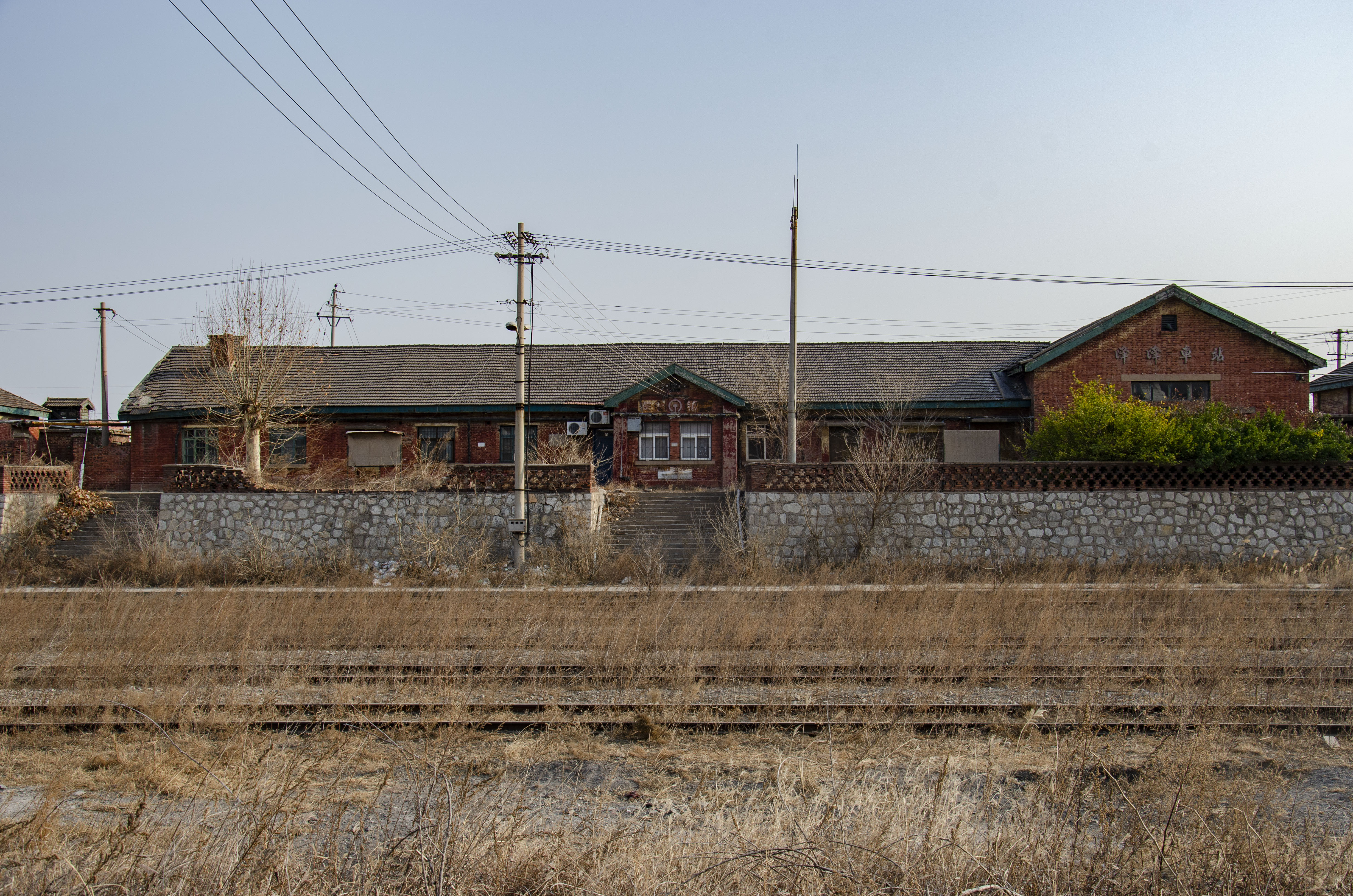
已停用的峰峰站站房

1971年，铁路部门在马头至新坡间增设了会让站七公里站，用以加强马头、新坡两站间的通过能力。1977年，峰峰站再次迁建，搬至旧址南1.5公里处。此后线路上部分车站进行了股道延长工程，线路轨枕、钢轨等设备也有更新升级作业，与此同时峰峰矿务局的矿井与峰峰矿区的部分厂矿也相继修建专用线与马磁、新峰两线接轨。至1990年左右，历经多年不断改修的马磁铁路在设施、桥涵上已具有国铁Ⅱ级干线水平，唯最大坡度与曲线半径不足，共有27条专用线与马磁铁路沿线各站接轨，总延长达80余千米。

## 客货运输

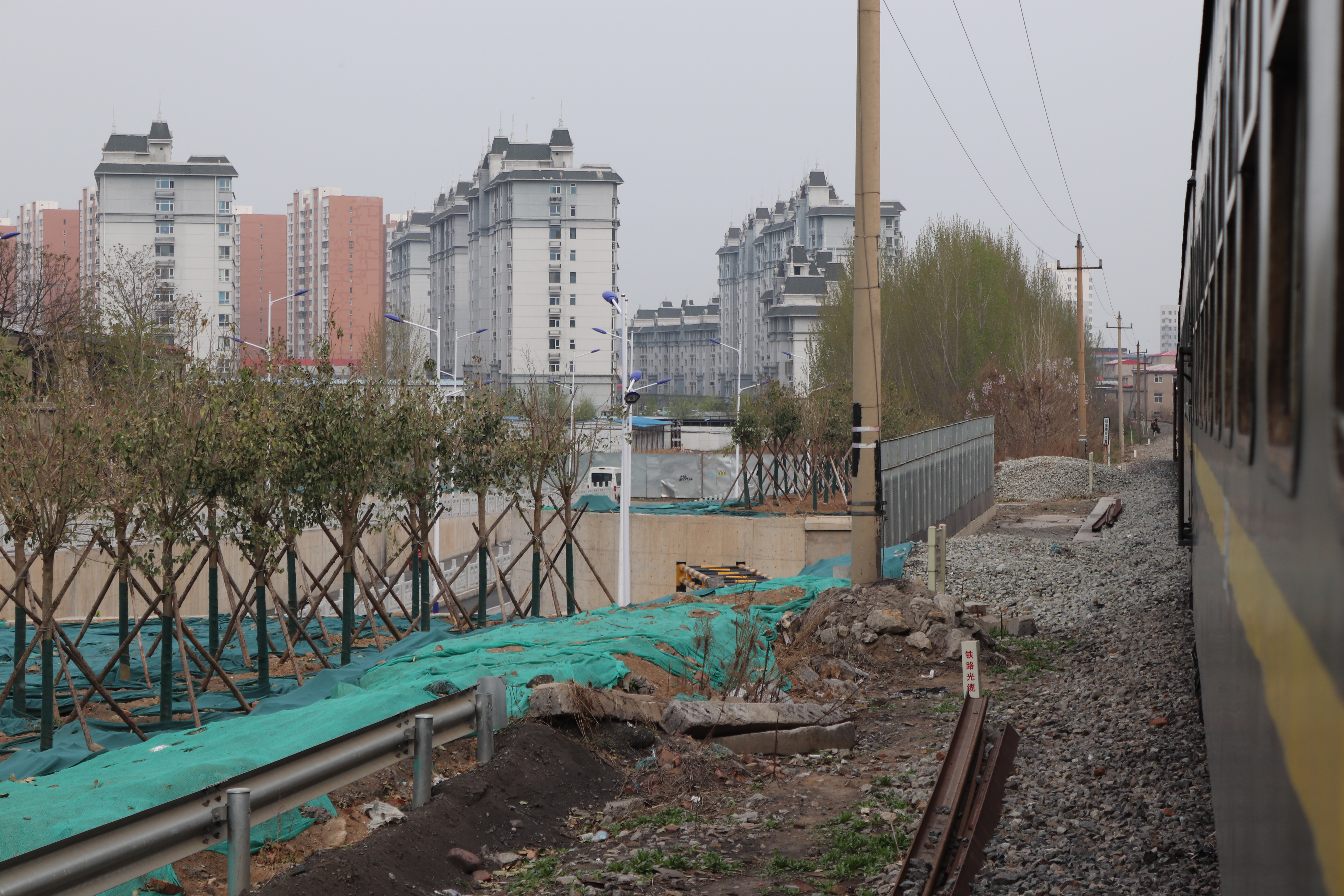
列车通过新市区一段马磁铁路

### 货运
马磁、新峰两条支线铁路主要担负沿线原峰峰矿务局与邯郸矿务局所属煤井的煤炭外运任务。其中，马磁铁路也兼顾着彭城的陶瓷与耐火材料等货物的运输任务；另外两条支线也有峰峰当地电厂以及其他种类冶炼厂矿的产品外运任务。除了产品外运，两条支线也自外界往峰峰矿区输送坑木、杂品等货物。在1985年全年，仅马磁支线的货物运输量便达到了1017.6万吨。

### 客运
1950年，马峰支线对外正式开办客运，每天有1对列车在峰峰至马头站间走行，该客车起初为峰峰矿务局的自办列车，使用的是货物列车，因此起初车厢内没有座位。至1959年夏季，峰峰至马头的旅客列车已编入国铁旅客列车序列；1960年代后，峰峰也开行了终到永定门站的列车。2008年后峰峰站的客运业务终止。另在马磁铁路上开行有邯郸至磁山间走行的57125/6、57127/8两对旅客列车（由邯郸车务段邯郸客运乘务车间负责乘务），因票价与时刻适宜，峰峰矿区居民常乘坐该车往返邯郸市区。

## 车站列表
|          |      |          |                      |
| 马磁铁路 |      |          |                      |
|          |      |          |                      |
| 站名     | 图片 | 车站等级 | 营运者               |
| 马头     |      | 二等站   | 北京局集团邯郸车站   |
| 七公里   |      | 五等站   | 北京局集团邯郸车务段 |
| 新坡     |      | 二等站   | 北京局集团邯郸车务段 |
| 临水     |      | 四等站   | 北京局集团邯郸车务段 |
| 新市区   |      | 乘降所   | 北京局集团邯郸车务段 |
| 彭城     |      | 二等站   | 北京局集团邯郸车务段 |
| 义井     |      | 三等站   | 北京局集团邯郸车务段 |
| 和村     |      | 三等站   | 北京局集团邯郸车务段 |
| 磁山     |      | 二等站   | 北京局集团邯郸车务段 |

| 新峰铁路 |      |          |                      |
|          |      |          |                      |
| 站名     | 图片 | 车站等级 | 营运者               |
| 新坡     |      | 二等站   | 北京局集团邯郸车务段 |
| 峰峰     |      | 三等站   |                      |

## 事故
1971年4月22日拂晓，因3716次货物列车发生故障，3705次货物列车被迫新坡站内停留，此时新坡站3条股道已经全满。车站计划需要进站的3746次货物列车在站外停车，而3746次列车机车乘务员未能注意瞭望信号，因而直接开进站内与停留在站内的3746次列车正面相撞，构成列车冲突重大事故。

## 引用
1. ↑  北京铁路局志 上册（1995年），第239,241页
2. 1 2  中国铁路北京局集团有限公司年鉴（2022年），第264页
3. 1 2 3 4  北京铁路局志 上册（1995年），第239页
4. 1 2 3 4 5 6 7 8 9  石家庄铁路分局志（1897-1990）（1997年），第109页
5. 1 2 3 4 5 6 7 8 9  峰峰志（1996年），第545页
6. ↑  磁县志（2001年），第239-240页
7. 1 2 3 4 5 6 7  峰峰矿区煤炭志（1989年），第34页
8. ↑  燃料研究所彙報 第13號（1944年），第93页
9. ↑  支那の石炭と炭礦業（1944年），第112页
10. 1 2 3  支那本土鐵道概觀（1930年），第222页
11. ↑  支那鐵道概論（1927年），第316页
12. 1 2 3  印证·峰峰煤矿100年（2009年），第44页
13. ↑  大公报（1923年07月12日）
14. ↑  益世報（1925年03月04日）
15. 1 2 3  北支石炭界の現況（1937年），第36页
16. ↑  峰峰矿区煤炭志（1989年），第40页
17. 1 2 3 4 5 6  微观峰峰. . 中共邯郸市峰峰矿区委员会宣传部.   [2025-01-25] –微信公众号 （中文（中国大陆））.
18. ↑  燃料研究所彙報 第13號（1944年），第92页
19. ↑  北支石炭增產懇談會議事錄附屬資料 別册（1940年），第21页
20. ↑  外交時報（1940年12月01日），第101页
21. ↑  峰峰矿区煤炭志（1989年），第43页
22. 1 2 3 4 5 6 7 8 9  北京铁路局志 上册（1995年），第240页
23. ↑  石家庄铁路分局志（1897-1990）（1997年），第110页
24. ↑  中国煤炭志 河北卷（1997年），第557页
25. 1 2  峰峰志（1996年），第546页
26. ↑  全国铁路旅客列车时刻表-1959年夏季实行（1959年），第67页
27. ↑  河北新闻网. . 大邯网.   [2019-03-27]. （原始内容存档于2019-03-27） （中文（中国大陆））.
28. 1 2  邯郸车务段. . 邯郸车务段.   [2025-01-25] –微信公众号 （中文（中国大陆））.
29. 1 2 3 4 5 6 7 8 9 10  中国铁路北京局集团有限公司年鉴（2022年），第422页
30. ↑  中国铁路北京局集团有限公司年鉴（2022年），第258页
31. ↑  . 河北新闻网. 2019-12-16  [2021-01-08]. （原始内容存档于2021-01-10） （中文（中国大陆））. 该段管辖京广线窦妪站至小康庄站、邯长线林村站至北舍站、马磁线七公里站至磁山站及沙午线各站
32. ↑  铁路车辆溜逸事故案例（2006年），第43-44页